# Ukraińska Hokejowa Liga (2017/2018)
Ukraińska Hokejowa Liga 2017/2018 jako 26. sezon rozgrywek o mistrzostwo Ukrainy w hokeju na lodzie i jednocześnie druga edycja w ramach UHL.

## Opis
Pierwotnie w czerwcu 2017 udział w sezonie 2017/2018 anonsowało osiem klubów: Donbas Donieck, HK Krzemieńczuk, Krywbas Krzywy Róg, Generals Kijów, Biłyj Bars Biała Cerkiew oraz deklarujący uczestnictwo jako nowi: Dynamo Charków, HK Dnipro i Hałyćki Łewy Nowojaworowsk. Władze UHL wyznaczyły termin składania wniosków o przyjęcie do 31 lipca 2017. Z udziału zrezygnował Krywbas Krzywy Róg, z powodu wycofania się części sponsorów.
Do sezonu zostały zatwierdzone kluby Biłyj Bars Biała Cerkiew, Donbas Donieck, Hałyćki Łewy Nowojaworowsk, HK Krzemieńczuk, na początku sierpnia 2017 Dynamo Charków. Następnie zaanonsowano uczestnictwo klubu HK Wowky Browary (pierwotnie określany jako Browarśki Wowky), który został zatwierdzony i 29 sierpnia 2017 oficjalnie ogłoszono, że w sezonie wystąpi sześć drużyn (ostatecznie nie został przyjęty klub HK Dniepr, a także juniorska reprezentacja Ukrainy).

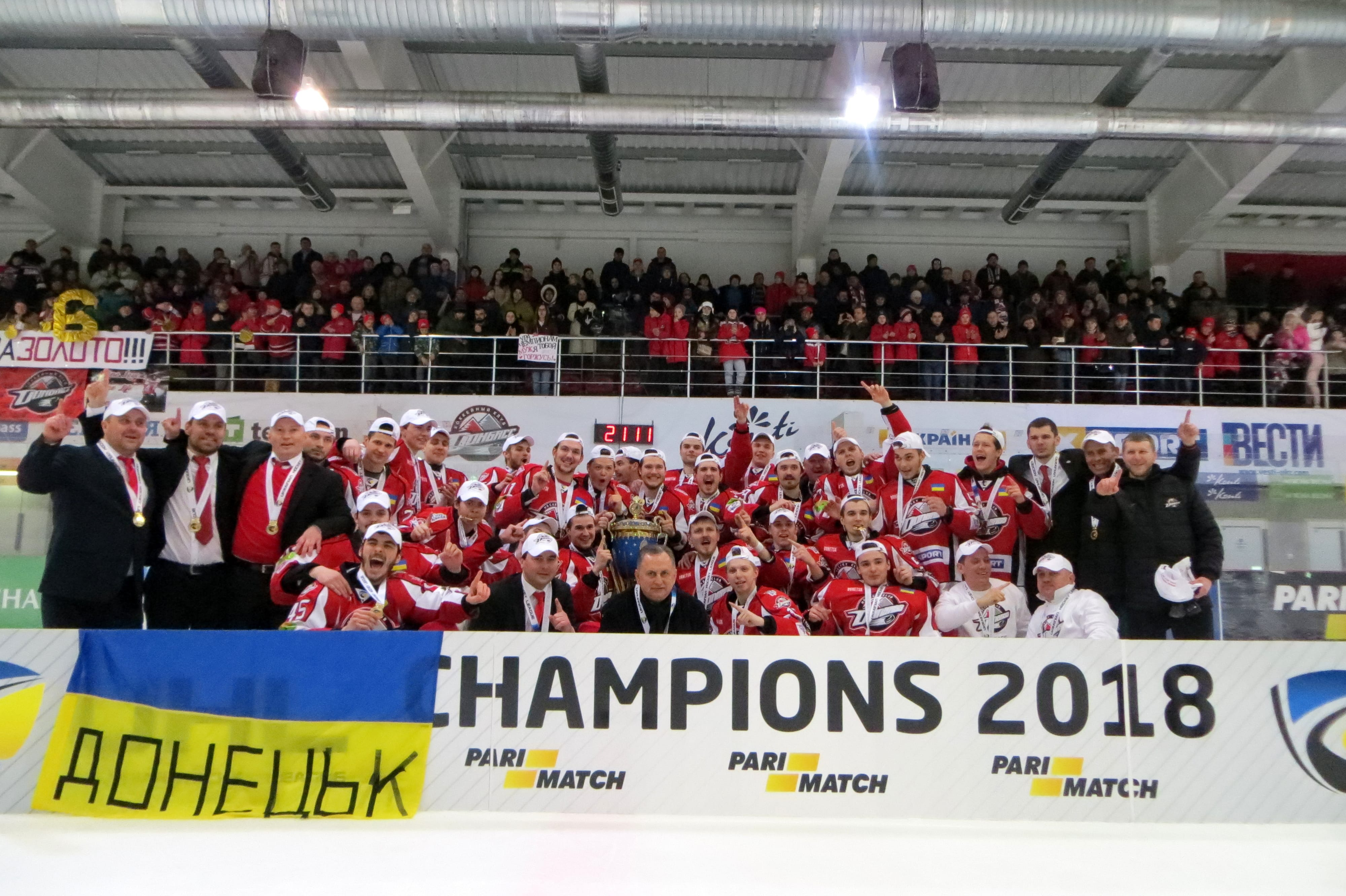
Drużyna Donbasu po zdobyciu mistrzostwa w 2018

## Uczestnicy
| Klub                       | Prezes               | Trener             | Asystent trenera                                   | Kapitan drużyny      |
| -------------------------- | -------------------- | ------------------ | -------------------------------------------------- | -------------------- |
| Biłyj Bars Biała Cerkiew   | Kostiantyn Jefymenko | Kostiantyn Bucenko | Ołeksandr Bobkin, Witalij Łytwynenko               | Rusłan Romaszczenko  |
| Donbas Donieck             | Borys Kołesnikow     | Serhij Witer       | Ihor Kuhut, Dmytr Sumec, Jewhen Brul               | Wiktor Zacharow      |
| MHK Dynamo Charków         | Wałerij Seredenko    | Aleksandr Sieukand | Denys Pazyj, Wiktor Torianyk, Ołeksandr Charytonow | Wołodymyr Czerdak    |
| Hałyćki Łewy Nowojaworowsk | Mykoła Romaniuk      | Michaił Czikancew  | Witalij Kilczićka, Iwan Aleksandrow                | [ 14 ]               |
| HK Krzemieńczuk            | Serhij Mazur         | Ołeksandr Sawycki  | Pawło Michonik                                     | Sebastijan Karpenko  |
| HK Wowky Browary           | Andriej Chapkow      | Mykoła Sydorow     | Rafail Umianow, Andriej Chapkow                    | Aleksiej Owczinnikow |

Lodowisko Arena Terminal w Browarach został obiektem domowych meczów dla drużyn HK Wowky i HK Krzemieńczuk.

## Sezon zasadniczy
Inaugurację sezonu ustalono na 8 września 2017 meczem ubiegłorocznego mistrza (Donbas) i wicemistrzem (Krzemieńczuk). Runda zasadnicza, składająca się z 40 kolejek, trwała do 28 lutego 2018.
| Msc. | Zespół                     | M  | Pkt | W  | WPD | WPK | PPD | PPK | P  | G + | G - | +/-  |
| ---- | -------------------------- | -- | --- | -- | --- | --- | --- | --- | -- | --- | --- | ---- |
| 1    | Donbas Donieck             | 40 | 116 | 38 | 0   | 1   | 0   | 0   | 1  | 266 | 67  | +199 |
| 2    | Biłyj Bars Biała Cerkiew   | 40 | 84  | 27 | 0   | 0   | 2   | 1   | 10 | 199 | 105 | +94  |
| 3    | HK Krzemieńczuk            | 40 | 75  | 23 | 2   | 0   | 1   | 1   | 13 | 164 | 120 | +44  |
| 4    | MHK Dynamo Charków         | 40 | 51  | 16 | 0   | 1   | 0   | 1   | 22 | 155 | 168 | -13  |
| 5    | Hałyćki Łewy Nowojaworowsk | 40 | 25  | 7  | 1   | 1   | 0   | 0   | 31 | 83  | 211 | -128 |
| 6    | HK Wowky Browary           | 40 | 9   | 3  | 0   | 0   | 0   | 0   | 37 | 98  | 294 | -196 |

Legenda:

Msc. = lokata w tabeli, M = liczba rozegranych spotkań, Pkt = Liczba zdobytych punktów, W = Liczba meczów wygranych, WPD = Liczba meczów wygranych po dogrywce, WPK = Liczba meczów wygranych po karnych, PPD = Liczba meczów przegranych po dogrywce, PPK = Liczba meczów przegranych po karnych, P = Liczba meczów przegranych, G+ = Gole strzelone, G- = Gole stracone, +/- = Bilans bramkowy

      = Awans bezpośredni do fazy play-off,       = Awans do kwalifikacji przed fazą play-off

## Faza play-off
Do fazy play-off, w odróżnieniu od poprzedniego sezonu UHL, dopuszczono wszystkich uczestników rozgrywek. W etapie pierwszym - wstępnym zespoły z miejsce 3-6 rywalizowały w dwumeczach o prawo gry w półfinale. Dwie pierwsze drużyny z tabeli oczekiwały wówczas na przeciwnika półfinałowego. Następnie rozegrano etap półfinałowy (do trzech zwycięstw) oraz finał rozgrywek (do czterech wygranych meczów). Faza play-off trwała od 2 do 28 marca 2018.
Runda wstępna - ćwierćfinałowa
- HK Krzemieńczuk – HK Wowky Browary 5:1, 5:3
- MHK Dynamo Charków – Hałyćki Łewy Nowojaworowsk 2:2, 4:3

|  | Runda półfinałowa           | Runda półfinałowa           | Runda półfinałowa           | Runda półfinałowa           | Runda półfinałowa           | Runda półfinałowa           |  |  | Runda finałowa            | Runda finałowa            | Runda finałowa            | Runda finałowa            | Runda finałowa            | Runda finałowa            | Runda finałowa            | Runda finałowa            |
|  |                             |                             |                             |                             |                             |                             |  |  |                           |                           |                           |                           |                           |                           |                           |                           |
|  | Nr                          | Nazwa zespołu               | Stan                        | M1                          | M2                          | M3                          |  |  | Nr                        | Nazwa zespołu             | Stan                      | M1                        | M2                        | M3                        | M4                        | M5                        |
|  |                             |                             |                             |                             |                             |                             |  |  |                           |                           |                           |                           |                           |                           |                           |                           |
|  | Mecze 1. pary o miejsca 1-4 |                             |                             |                             |                             |                             |  |  |                           |                           |                           |                           |                           |                           |                           |                           |
|  | 1                           | Donbas Donieck              | 3                           | 6                           | 9                           | 9                           |  |  |                           |                           |                           |                           |                           |                           |                           |                           |
|  | 4                           | MHK Dynamo Charków          | 0                           | 2                           | 0                           | 2                           |  |  | Rywalizacja o mistrzostwo | Rywalizacja o mistrzostwo | Rywalizacja o mistrzostwo | Rywalizacja o mistrzostwo | Rywalizacja o mistrzostwo | Rywalizacja o mistrzostwo | Rywalizacja o mistrzostwo | Rywalizacja o mistrzostwo |
|  |                             |                             |                             |                             |                             |                             |  |  | 1                         | Donbas Donieck            | 4                         | 3                         | 6                         | 3                         | 5                         | 3                         |
|  | Mecze 2. pary o miejsca 1-4 | Mecze 2. pary o miejsca 1-4 | Mecze 2. pary o miejsca 1-4 | Mecze 2. pary o miejsca 1-4 | Mecze 2. pary o miejsca 1-4 | Mecze 2. pary o miejsca 1-4 |  |  | 3                         | HK Krzemieńczuk           | 1                         | 0                         | 3                         | 4                         | 2                         | 0                         |
|  | 2                           | Biłyj Bars Biała Cerkiew    | 0                           | 1                           | 3                           | 4                           |  |  |                           |                           |                           |                           |                           |                           |                           |                           |
|  | 3                           | HK Krzemieńczuk             | 3                           | 2                           | 5                           | 5                           |  |  |                           |                           |                           |                           |                           |                           |                           |                           |
|  |                             |                             |                             |                             |                             |                             |  |  |                           |                           |                           |                           |                           |                           |                           |                           |
|  |                             |                             |                             |                             |                             |                             |  |  |                           |                           |                           |                           |                           |                           |                           |                           |

Mistrzostwo zdobył Donbas Donieck. Brązowy medal przyznano zespołowi Biłyjego Barsa, który jako wyeliminowany półfinalista legitymował się wyższą pozycją po sezonie zasadniczym.
Za Najbardziej Wartościowego Zawodnika (MVP) fazy play-off został uznany Witalij Lalka (Donbas).